# 120 dnů Sodomy
120 dnů Sodomy (francouzsky: Les 120 journées de Sodome ou l'école du libertinage) je kniha, kterou napsal francouzský šlechtic Donatien Alphonse François de Sade (1740–1814), známější jako Markýz de Sade. Za své sadistické večírky se často dostával de Sade do vězení. Tentokrát byl uvězněn v Bastille, kde mezi 22. říjnem a 28. listopadem 1784 napsal tento román, jednu ze nejskandálnějších knih v historii, plnou těch nejzvrácenějších sexuálních úchylek, od pedofilie až po kruté mučení a další zvěrstva. Poprvé byla vydána až roku 1905. Pro svůj obsah plný sexuálního násilí a vulgarismů byla dlouhou dobu v mnoha zemích zakázána.

## Děj
V románu vystupují čtyři hlavní postavy – vévoda z Blangis a jeho bratr biskup, prezident Curval a finančník Durcet. Všichni jsou muži středního věku a velmi dobře finančně zajištěni. Již mají za sebou řadu sexuálních zkušeností takřka všeho charakteru – od pedofilie po těžké sadistické praktiky. Rozhodnou se, že uspořádají 120 dní trvající setkání, během něhož se budou pořádat orgie a pitky. Jako místo konání byl vybrán Durcetův zámek ve Švýcarsku.
Po pečlivém výběru se v něm 30. října společně se čtyřmi pány shromáždilo 8 dívek a 8 chlapců ve věku 12–15 let a 8 souložníků přibližně o deset let starších. Dále zde byly přítomny Konstance, manželka vévody a zároveň dcera Durceta, Adelaida, žena Durceta a prezidentova dcera, Julie, manželka prezidenta a dcera vévody, a biskupova dcera Aline. Dále byly vybrány čtyři prostitutky staršího věku, které měly za sebou řadu sexuálních zkušeností převážně sadistického ražení. Tyto prostitutky jsou nazývány vypravěčkami a bylo určeno, že vždy každá vypravěčka bude po 30 večerů vykládat své sexuální zážitky. Dále byly v zámku přítomny čtyři služebné a čtyři postarší ženy, které hrály úlohu dozorkyň nad ostatními.
30. října poté, co se všichni tito lidé shromáždili v zámku, byly zazděny okna a dveře, byl všem přítomným přečten zákoník, který mezi sebou čtyři přátelé uzavřeli. Ženy neměly prakticky žádná práva, chodit na toaletu bylo jednotlivci umožněno jen na speciální povolení a v doprovodu čtyř pánů, kteří se při tom ukájeli apod. Bylo určeno, že následujících třicet dní bude Duclosová, první vypravěčka, bavit večer tři pány svým vyprávěním. Poté, co odvypráví většinou pedofilní či sadistický příběh, čtyři pánové začnou totéž provozovat se svými ženami, souložnicemi, souložníky i samotnými vypravěčkami. Večer se pořádají pravidelné orgie spojené s nadměrným pitím alkoholu. Poté jdou spát s tím, koho si vyberou. Ráno a dopoledne tráví popíjením kávy a ukájením svých sexuálních potřeb. Avšak první měsíc podle zákoníku nebylo dovoleno žádnému ze tří přátel mít pohlavní styk s dívkami či chlapci, jelikož ti ještě sexuální styk neměli a jejich deflorace byly stanoveny na předem stanovená data.
První měsíc je každý den v knize podrobně líčen. Avšak následující tři měsíce jsou jen jakýmsi výčtem bodů, co se každý den stalo a o čem bylo vypravěčkami vyprávěno. Román totiž de Sade nestihl dokončit. I z těchto bodů se však dá dobře vyčíst, co se v zámku dělo. Každý den se stupňovala hrubost ve vyprávění vypravěček a tak stoupala hrubost i čtyř pánů. Koncem třetího měsíce začali páni trhat souložnicím zuby a řezat články prstů i jiné zvrhlé věci, u kterých se ukájeli. Když začnou lámat ruce a řezat dívkám i vlastním dcerám a manželkám prsty, většina z nich pochopí, jaký osud všechny čeká. Ve čtvrtém měsíci pánové již provádějí těžké zločiny, zahrnující vypalování přirození, řezání končetin apod. 12. dne čtvrtého měsíce zabijí jednoho ze souložníků. V zabíjení pokračují, poslední den zabijí těhotnou Konstance, které před smrtí vyjmou embryo, a další dva chlapce a dvě dívky.
1. března se chystají opustit zámek, avšak když zjistí, že sníh dosud nezmizel a cesty jsou tudíž nepoužitelné, v zámku zůstanou a ve vraždění pokračují. Konečný počet obětí se vyšplhal na 30 z celkem 46 přítomných.

## Filmografie
Kniha byla několikrát použita jako námět pro film.
- Zlatý věk – Luis Buñuel (1930), scénář Buñuel a Salvador Dalí
- Salò aneb 120 dnů Sodomy – Pier Paolo Pasolini (1975)